# Antisabbatarier
Antisabbatarier, från grekiska motståndare till sabbaten, var i den gamla kristna kyrkan de kristna som inte erkände firandet av den judiska sabbaten. 
Samma benämning har i nyare tid använts om ett kyrkligt parti i England som ville avskaffa allt söndagsfirande, eftersom det inte finns något särskilt påbud om söndagsfirande i Bibeln, och alla veckans dagar därför måste anses lika heliga.  